# 2021-es berlini ePrix
A berlini ePrix lesz a 2021-es Formula–E-bajnokság utolsó versenye, amelyet 2021. augusztus 13. és 15. között rendeznek meg a berlini Tempelhof reptéren kialakított pályán. A német főváros sorozatban másodszor ad otthont a sorozat záró futamának.
Két versenyt rendeznek, a másodikat a fordított pályavonalon.
A verseny hivatalos szponzora a BMW elektromos autókat forgalmazó leányvállalata, a BMW i lesz. Külön érdekesség, hogy az Andretti csapat a BMW i által készített motorokat használ.
A verseny helyszínén egy e-falu is lesz, ahol többek között versenyszimulátorok és gyerekzóna is van.

## Indulók
12 csapat 24 versenyzője indul a futamon. A rajtelsőséget Jean Eric Vergne szerezte meg, és Lucas Di Grassi nyert.

## Kapcsolódó szócikk
Formula–E Berlin nagydíj